# Stanisław Kierbedź (1845–1910)
Stanisław Kierbedź h. Ślepowron (ur. 9 czerwca 1844 w Sankt Petersburgu, zm. 27 listopada 1910 w Warszawie) – polski inżynier komunikacji, budowniczy kolei, odkrywca nowych złóż ropy naftowej, filantrop.

## Życiorys
W 1865 r. ukończył z pierwszą lokatą Instytut Inżynierów Komunikacji w Petersburgu, po czym w latach 1866–1867 wykładał w tej samej szkole. Następnie przez rok brał udział w budowie Kolei Orłowsko-Witebskiej, w 1869 r. został kierownikiem na Kolei Południowo-Zachodniej, a także uczestniczył w budowie Kolei Bałtyckiej oraz Nowogrodzkiej Drogi Żelaznej. Od 1875 r. pracował przy rozbudowie Kolei Władykaukaskiej i w 1881 r. został wiceprezesem ds. technicznych, zaś od 1884 r. prezesem Towarzystwa Kolei Władykaukaskiej. Przeforsował wówczas połączenie Zakaukazia z Rosją brzegiem Morza Kaspijskiego przez Rostów i Władykaukaz, zamiast przez góry, a na końcu odgałęzienia do Noworosyjska nad Morzem Czarnym zbudował port i największy w Europie zmechanizowany elewator zbożowy.
Jego zespół w latach 1890–1901 opracował siedem nowych typów parowozów, które zostały wprowadzone także na innych liniach kolejowych. W 1892 roku z inicjatywy Kerbiedza w zakładach Kołomna zbudowano dla Kolei Władykaukaskiej 6 lokomotyw parowych typu 2-3-0, które otrzymały serię P i numery 41-46. Ponadto lokomotywa nr 41 wraz z serią otrzymała także imię projektanta „S.I. Kerbeds”. Lokomotywy parowe serii 2-3-0 P posiadały dużą bazę i dwuosiowy przedni wózek, dzięki czemu wyróżniały się cichą jazdą przy dużych prędkościach oraz większą, choć niewystarczającą, siłą pociągową od dotychczas istniejących. Ponadto jako specjalista w zakresie transportu i magazynowania zbóż, napisał na ten temat kilka publikacji i zainicjował badania poszukiwawcze nowych złóż ropy naftowej na Kaukazie, a także zbudował rafinerię w Groznym. W 1893 r. wziął udział w konkursie na projekt mostu Troickiego przez Newę w Sankt Petersburgu. Inicjator budowy Kolei Wschodniochińskiej, w latach 1896-1906 był wiceprezesem zarządu Towarzystwa Kolei Wschodniochińskiej. Sporządził plan budowy, nakreślił ogólny kierunek linii, opracował projekty tunelu Khingan o długości trzech mil i mostu na rzece Sungari. Przyczynił się do założenia miasta Dalnij położonego na trasie kolei. Za jego sugestią na Kolei Wschodniochińskiej wzniesiono kamienne mosty łukowe, podobne do tych budowanych na liniach kolejowych na Kaukazie. Przy kolei zbudowano  szereg szkół, szpitale, sklepy, biblioteki. Zapewniono tu także gwarancje socjalne dla jej pracowników: sześciogodzinny dzień pracy, płatny urlop, bezpłatne zakwaterowanie i leczenie. 
Od 1894 r. pełnił obowiązki członka Rady Inżynieryjnej Ministerstwa Komunikacji w Sankt Petersburgu i otrzymał tytuł radcy dworu. W 1900 r. z tytułem rzeczywistego radcy stanu został urzędnikiem w Ministerstwie Finansów, a pięć lat później wiceprezesem Międzynarodowego Banku Handlowego. Wraz z architektem Stanisławem Brzozowskim zaprojektował eklektyczną siedzibę banku przy Newskim Prospekcie w Sankt Petersburgu. Będąc człowiekiem zamożnym, m.in. udziałowcem kilku towarzystw kolejowych w Rosji wraz z żoną prowadził działalność charytatywną i społeczną: udzielał się w Funduszu Pomocy Inżynierów Komunikacji, działał w ramach Rzymskokatolickiego Towarzystwa Dobroczynności przy kościele św. Katarzyny w Petersburgu, utworzył ośrodek pracy twórczej dla polskich artystów, muzyków i literatów w pałacu w Rybiniszkach w Inflantach.

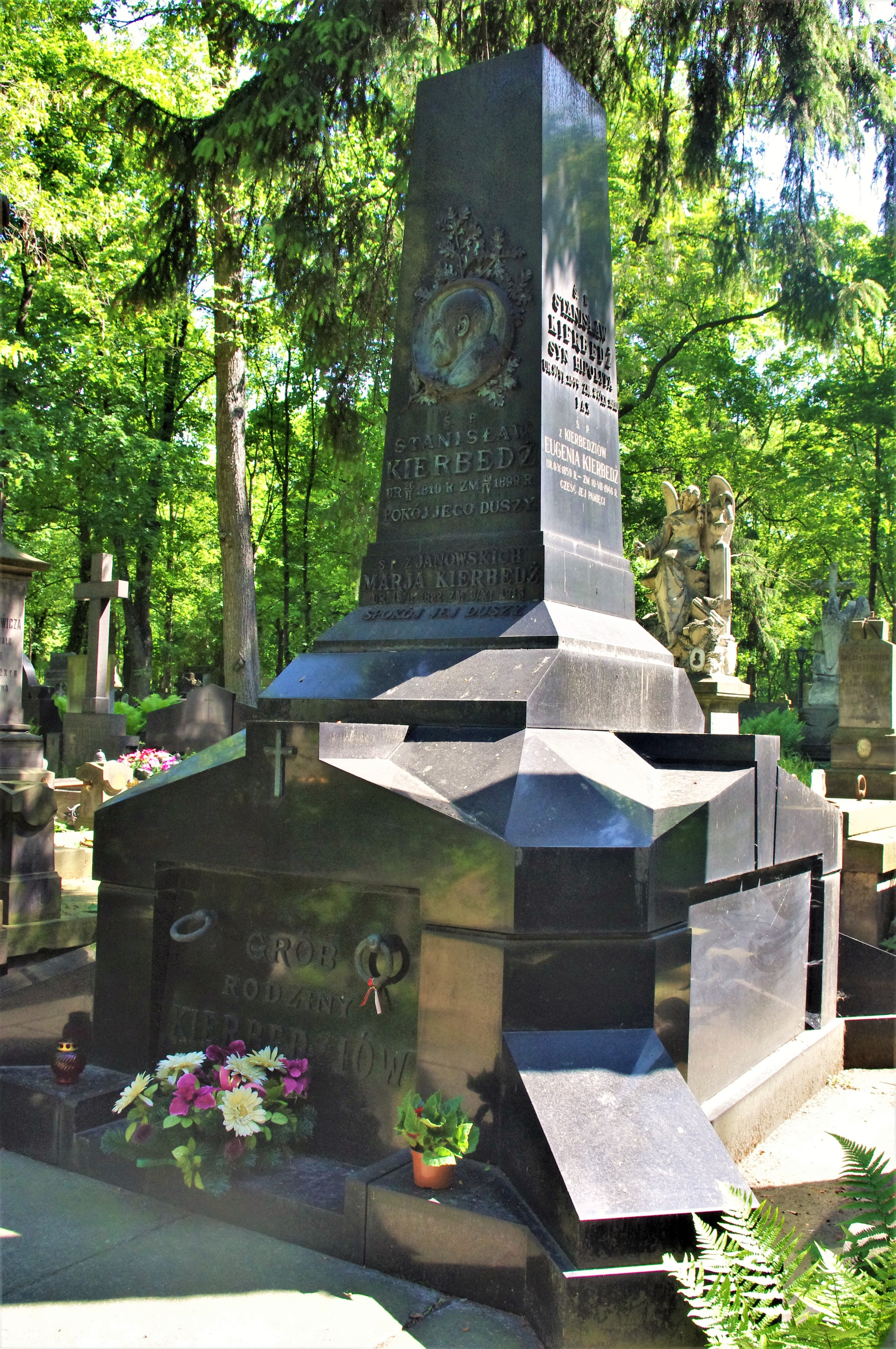
Grób inż. Stanisława Kierbedzia i filantropki Eugenii Kierbedź na Starych Powązkach w Warszawie

Został pochowany na cmentarzu Powązkowskim w Warszawie (kwatera M-5/6-18/19/20).

## Odznaczenia
- order św. Stanisława III kl. (1866 r.)[2]
- order św. Włodzimierza IV kl. (1889 r.)[2]

## Życie prywatne
Urodził się jako jedno z piątki dzieci inżyniera Hipolita (1817-1858) i Felicji z Dąbrowskich (1822-1855). Miał siostrę Marię i trzech braci: Waleriana (1850–1905), Maksymiliana (1851-1907), Michała (1854-1932). Jego stryjem był Stanisław Kierbedź (1810-1899). W 1876 r. ożenił się z jego córką Eugenią, z którą miał córkę Felicję Ellę Frylicję (1888-1963) żonę najpierw Waldemara Tyszkiewicza (1877-1931) potem Adama Feliksa Romera (1892-1965).

## Literatura
Julian Samujłło, Kierbedź Stanisław (1845-1910), Polski Słownik Biograficzny, t. 12 Wrocław-Warszawa-Kraków 1966-1967, s. 421-422